# Kanton Montendre
Der Kanton Montendre war bis 2015 ein französischer Wahlkreis im Département Charente-Maritime und in der damaligen Region Poitou-Charentes. Er umfasste 15 Gemeinden im Arrondissement Jonzac; sein Hauptort (frz.: chef-lieu) war Montendre. Die landesweiten Änderungen in der Zusammensetzung der Kantone brachten im März 2015 seine Auflösung.
Der Kanton Montendre war 144,90 km2 groß und hatte 6796 Einwohner (Stand: 2012).

## Gemeinden
| Gemeinde              | Einwohner (Stand: 2022) | Code postal | Code Insee |
| --------------------- | ----------------------- | ----------- | ---------- |
| Bran                  | 140                     | 17210       | 17061      |
| Chamouillac           | 369                     | 17130       | 17081      |
| Chartuzac             | 164                     | 17130       | 17092      |
| Corignac              | 328                     | 17130       | 17118      |
| Coux                  | 484                     | 17130       | 17130      |
| Expiremont            | 120                     | 17130       | 17156      |
| Jussas                | 153                     | 17130       | 17199      |
| Messac                | 104                     | 17130       | 17231      |
| Montendre             | 3226                    | 17130       | 17240      |
| Pommiers-Moulons      | 212                     | 17130       | 17282      |
| Rouffignac            | 427                     | 17130       | 17305      |
| Souméras              | 374                     | 17130       | 17432      |
| Sousmoulins           | 214                     | 17130       | 17433      |
| Tugéras-Saint-Maurice | 383                     | 17130       | 17454      |
| Vanzac                | 191                     | 17500       | 17458      |

## Bevölkerungsentwicklung
| Jahr      | 1962 | 1968 | 1975 | 1982 | 1990 | 1999 | 2006 | 2012 |
| Einwohner | 6394 | 6866 | 6626 | 6492 | 6185 | 6152 | 6452 | 6796 |